# Liga Espanhola de Basquetebol de 1957
A Temporada da Liga Espanhola de Basquetebol de 1957 foi a primeira edição da Liga Espanhola disputada entre 31 de março e 19 de maio de 1957. O Real Madrid conquistou seu primeiro título e de quebra teve o cestinha da competição, Alfonso Martínez.

## Clubes e sedes
| Clube           | Cidade    |
| --------------- | --------- |
| CF Barcelona    | Barcelona |
| Real Madrid CF  | Madrid    |
| Club Joventude  | Badalona  |
| CB Estudiantes  | Madrid    |
| CB Orillo Verde | Sabadell  |
| CB Aismalíbar   | Moncada   |

## Classificação
| Pos | Clube           | J  | V | L | P+  | P-  | Saldo | Classificação |
| --- | --------------- | -- | - | - | --- | --- | ----- | ------------- |
| 1   | Real Madrid CF  | 10 | 7 | 3 | 706 | 593 | 17    | Copa Européia |
| 2   | CF Barcelona    | 10 | 7 | 3 | 547 | 514 | 17    |               |
| 3   | CB Orillo Verde | 10 | 6 | 4 | 593 | 600 | 16    |               |
| 4   | CB Aismalíbar   | 10 | 5 | 5 | 536 | 526 | 15    |               |
| 5   | CB Estudiantes  | 10 | 3 | 7 | 585 | 662 | 13    |               |
| 6   | Club Joventude  | 10 | 2 | 8 | 520 | 592 | 12    |               |

| Campeões 1957         |
| --------------------- |
| Real Madrid 1º Titulo |